# Karoline Haugland
Karoline Heimvik Haugland (Sandnes, 23 febbraio 1998) è una calciatrice norvegese, centrocampista del Brann.

## Carriera

### Club
Karoline Heimvik Haugland cresce calcisticamente nell'Arna-Bjørnar, società calcistica con sede a Bergen, nel quartiere Arna (dal quale prende il nome), nel quale inizia a giocare nelle formazioni giovanili dal 2012 e che grazie alle sue qualità viene inserita in rosa nella formazione titolare fin dal 2014, anno nel quale fa il suo debutto in Toppserien, il massimo livello del campionato norvegese di categoria.

### Nazionale
Nel 2013 la federazione calcistica della Norvegia (Norges Fotballforbund - NFF) la convoca per vestire la maglia della nazionale Under-16, venendo impiegata quello stesso anno anche nelle formazioni Under-15 e nazionale norvegese Under-17, facendo con quest'ultima il debutto in una competizione ufficiale UEFA durante la fase élite delle qualificazioni all'edizione 2014 del Campionato europeo di categoria. Benché al suo primo appuntamento con la U-17 non riesce ad ottenere il passaggio del turno contribuisce a far raggiungere la fase finale nell'unica partita giocata nella fase élite delle qualificazioni all'edizione 2015.
Dal 2014 gioca nella formazione Under-19, con la quale ha esordito, nell'ambito di un tour in Albania in vista della preparazione all'Europeo di Norvegia 2014, il 13 settembre in amichevole contro le pari età della Polonia. Come paese organizzatore la Norvegia partecipa direttamente alla fase finale del torneo e in quella occasione Karoline Heimvik Haugland contribuisce a far raggiungere le semifinali alla sua squadra. Viene nuovamente convocata per le qualificazioni all'edizione di Israele 2015 dove, ottenuta la qualificazione alla fase finale non riesce a superare la fase a gironi.